# Out of Time (2003)

Out of Time is een Amerikaanse film uit 2003 geregisseerd door Carl Franklin. De hoofdrollen worden vertolkt door Denzel Washington en Eva Mendes.

## Verhaal
De politiechef Matt Whitlock (Denzel Washington) van het dorpje Banyan Key in Florida moet een dubbele moord onderzoeken maar hij wordt er zelf van verdacht. Hij verbreekt het contact met iedereen die hij vertrouwde om op zoek te gaan naar de waarheid.

## Rolverdeling
- Denzel Washington - Matt Whitlock
- Eva Mendes - Alex Whitlock
- Sanaa Lathan - Ann Harrison
- Dean Cain - Chris Harrison
- John Billingsley - Chae
- Robert Baker - Tony Dalton
- Alex Carter - Paul Cabot
- Antoni Corone - Baste
- Terry Loughlin - Agent Stark
- Nora Dunn - Dr. Donovan

## Prijzen
- 2004 - American Black Film Award
  - Gewonnen: Beste actrice (Sanaa Lathan)
- 2004 - Black Reel Award
  - Gewonnen: Beste actrice (Sanaa Lathan)
  - Gewonnen: Beste film
  - Genomineerd: Beste acteur (Denzel Washington)
  - Genomineerd: Beste regisseur (Carl Franklin)
- 2004 - Image Award
  - Genomineerd: Beste acteur (Denzel Washington)
  - Genomineerd: Beste vrouwelijke bijrol (Sanaa Lathan)
- 2004 - Teen Choice Award
  - Genomineerd: Beste nieuwe actrice (Eva Mendes)